# 第一心音

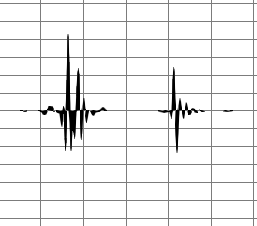
一個心音圖，前面的波為第一心音，可以發現第一心音有2個部分，前段較短、振幅低；後段較長、振福大

在心臟生理學中，第一心音（英語：first heart sound，S1）是一種心音，並且是心動週期中第一個發出的心音，聽起來像是“lub”或“啦”，通常由二尖瓣（M）和三尖瓣（T）處發出，與略頸動脈搏同步，通常與心尖搏動同時出現，在心尖處有最大的震幅。第一心音是一個複合波，由房室瓣關閉與半月瓣開起的振动組成，始於房室瓣關閉終於半月瓣開起，通常振幅最高、歷時最長、頻率較低的心音。第一心音發生在心縮期，且是其開始的標誌。

## 特質
第一心音為複合波，由四種震動波組成，分別為心室開始收縮、二尖瓣關閉、三尖瓣關閉、半月瓣開起，而前三者先發出，後三者震幅較大，平均頻率約為40～60赫茲，以半月瓣開起時的震動有最大震幅，整體歷時約為0.1～0.12秒，而以房室瓣發出的震波為首，歷時約0.02～0.03秒，然後才出現半月瓣開起時的震動波，由於時間間隔過短，人耳無法分辨，但仍可由儀器測出。
第一心音的振幅由心臟收縮力決定，心臟收縮力越強，第一心音振幅越大
第一心音與第二心音的間隔時間較短，比第二心音到下一心動周期的第一心音的間隔時間來的短，另外心尖或頸動脈搏通常與第一心音同步，但有時頸動脈搏會比第一心音晚數毫秒。

## 成因
第一心音發生在心室收縮，或者收縮期的開始，由於房室瓣（即三尖瓣和二尖瓣）關閉，逆向血流的突然被擋住所引起的。當心室開始收縮，每個心室裡的心室乳頭肌也會收縮。乳頭肌通過腱索固定到三尖瓣或二尖瓣，使得尖點或單張的瓣膜關閉，腱索還防止由於收縮心室從瓣膜從吹入心房的壓力上升。瓣膜的關閉防止血液從心室返流回心房。第一心音血液內的混響效果與血液逆流的突然被瓣膜擋住有關。
第一心音是由四種震動波組成，其成因依時間發生先後順序排列為：
1. 心室收縮時，血液衝擊房室瓣引起的心室壁振動
2. 房室瓣突然關閉產生的振動波（正常成人的二尖瓣與三尖瓣應該為同時關閉，但仍非絕對同步）
3. 半月瓣開起，血液突然衝擊主動脈壁和肺動脈壁，及產生的渦流造成的震動

## 異常
第一心音異常可能為振幅過大、振幅過小、振幅不固定或分裂。振幅過大者，可能患有二尖瓣狹窄、高熱、貧血、甲亢等；而振幅過小或減弱者，可能患有二尖瓣關閉不全、心肌炎、心肌病、心肌梗死、心力衰竭或人體缺硒的克山病（Keshan disease）等，此外發生心房期外搏動時，也會使第一心音振幅過小或減弱，且波形會有變化並造成心臟漏跳和下次搏動時第一心音振幅據增；如果第一心音振幅強弱變化不規則，則可能患有心律不整，如心房顫動、房室傳導阻滯等。
正常成人的二尖瓣與三尖瓣應該為同時關閉，但仍非絕對同步，但是若二尖瓣與三尖瓣關閉的時間有較大的差異（如差0.05秒）時，則第一心音將會聽見兩個聲音，此為第一心音分裂。有第一心音分裂者，可能患有右束支傳導阻滯、左束支傳導阻滯、肺動脈高壓、三尖瓣關閉延遲等。